# Евксиноград (изба)
Вижте пояснителната страница за други значения на Евксиноград.
Винарска изба „Евксиноград“ е най-старата изба в България и единствената функционираща държавна изба. Тя е създадена в двореца „Евксиноград“ през 1891 г. за нуждите на княз Фердинанд.
Избата е разположена на две нива под земята, като бъчвите са разположени на дълбочина 12 m. Включва още приемно крило, лаборатория, цех за бутилиране, дегустационна зала и административна част. В нея се произвеждат 12 вида бели вина, 2 вида ракия и 7 вида коняк, най-известният от тях е „Евксиняк“, което отлежава в дъбови бъчви за период от 10 или 20 години. Те са получили общо 99 златни, сребърни, бронзови медали и 64 дипломи от международни конкурси и дегустации. През 1900 г. получава златен медал от Световното изложение в Париж за качеството на вината си. Бялото купажно вино с остатъчна захар, съчетаващо немски ризлинг, мискет и димят, става символ на избата през 1929 г. През 1935 г. е отличено с първа награда на изложението в Париж, а през 1937 г. – в Брюксел и Лайпциг. Избата разполага със 110 декара собствени лозя от европейски и български винени сортове грозде – шардоне, траминер, червен мискет, немски ризлинг и врачански мискет. Белите вина се съхраняват в дъбови бъчви с вместимост от 200 до 3000 литра.
Построена е на мястото на манастирска изба. Сградата е във възрожденски стил. Планът ѝ е изработен от арх. Леерс от Германия. Първият управител на евкиноградските лозя и винарница е Янко Забунов (1895 – 1897), който проектира сградата на избата. Заради политическите му възгледи е освободен и заменен от Христо Георгиев – авторът на първия учебник по винарство в България „Пълно ръководство по винарството“. От тогава в избата се произвеждат само бели вина, тъй като климатът край Варна е благоприятен за отглеждане на такива сортове грозде. След Първата световна война забележителна дейност като управител развива белогвардеецът Леонид Лукианов, като по негово време лозовите масиви достигат 370 декара. През 1935 г. създава коняка „Евксиняк“, който първоначално се прави по френска рецепта от сорта юни блан, а след това установява, че добри дестилати се получават и от сорт димят. Конякът е дестилиран в шарантски казан. Той се добижава до френските Фол Бланш и Юни Блан. Търговската марка е патентована по класическа френска технология. Заради лошото си състояние, през 2002 – 2003 г. старите лозови масиви са изкоренени и са засадени нови лози.
Най-старото вино, което се съхранява в енотеката е френско бордо от 1878 г. То е подарък на царското семейство от един от най-големите търговци в Бордо и кралски доставчик в Германия и Австро-Унгария.
Годишното производство на алкохол възлиза на около 55 000 бутилки вино, 10 – 15 000 бутилки ракия и 3000 бутилки „Евксиняк“. Продуктовата гама на Евксиноград включва вина от шардоне, мускат отонел, врачански мискет, траминер, и купаж от немски ризлинг и червен мискет.